# Усач сосновых вершин
Усач сосновых вершин, или вершинный сосновый усачик (лат. Pogonocherus fasciculatus) — вид жесткокрылых из семейства усачей. Встречается жук весь год (зимует в имагинальной стадии).

## Галерея

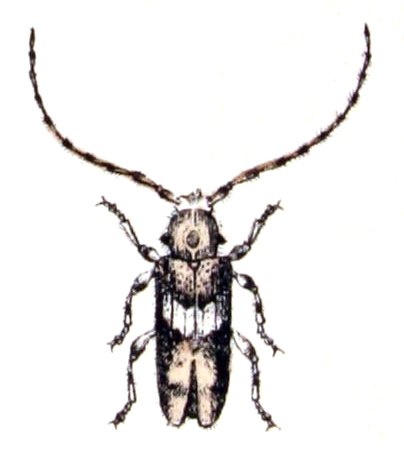

## Распространение
Распространён в Европе, России, на Кавказе, в Турции, на Ближнем Востоке и в Казахстане.

## Описание
Жук в длину достигает 5—8 мм.

## Развитие
Развитие вида длится от года до двух лет. Кормовыми растениями являются хвойные (сосна, ель, пихта) и лиственные (каштан, фикус) деревья.

## Подвиды
- Pogonocherus fasciculatus costatus Motschulsky, 1859
- Pogonocherus fasciculatus fasciculatus (De Geer, 1775)
- Pogonocherus fasciculatus hondoensis Ohbayashi, 1963